# 川西市立東谷中学校
川西市立東谷中学校（かわにししりつ ひがしたにちゅうがっこう）は、兵庫県川西市見野にある公立中学校。
市内で最大規模の中学校である。

## 沿革
- 1947年（昭和22年）4月22日 - 川辺郡東谷村東谷中学校創立[2]。
- 1954年（昭和29年）8月1日 - 川辺郡川西町・多田村・東谷村が合併し川西市が誕生したことにより、川西市立東谷中学校となる[2]。
- 1970年（昭和45年）4月1日 - 旧校地から現在の場所に移転[2]。

## 部活動

### 運動部
- 野球部
- サッカー部
- ソフトテニス部
- バスケットボール部
- 陸上競技部
- バレーボール部
- 卓球部
- 剣道部
- 水泳部

### 文化部
- 吹奏楽部
- 美術部
- コーラス部
- 囲碁・将棋部

## 校区
- 川西市立東谷小学校
- 川西市立牧の台小学校
- 川西市立北陵小学校
- 川西市立多田東小学校

## 校歌
黒山勇 作詞／仲下長久 作曲

## 卒業生
- 吉田孝行（元プロサッカー選手）
- 鈴川真一（プロレスラー)
- 稲岡大介（作曲家）
- 寺本一郎（プロゴルファー）